# Leptathamas paradoxus
Genre
Espèce
Leptathamas paradoxus, unique représentant du genre Leptathamas, est une espèce d'araignées aranéomorphes de la famille des Salticidae.

## Distribution
Cette espèce est endémique de Nouvelle-Guinée orientale en Papouasie-Nouvelle-Guinée,.

## Description
Les mâles mesurent de 3,0 à 3,4 mm et la femelle 4,1 mm.

## Publication originale
- Balogh, 1980  : Studies on the Papuan Attidae (Araneae): Leptathamas paradoxus gen. et sp. n. Folia entomologica hungarica, vol. 41, p. 29-31.